# Maracandellus bidentatus
Maracandellus bidentatus – gatunek kosarza z podrzędu Laniatores i rodziny Assamiidae.

## Występowanie
Gatunek został wykazany z Tajlandii.